# Harrison (Nowy Jork)
Harrison – miasto w Stanach Zjednoczonych, w stanie Nowy Jork, w hrabstwie Westchester.